# 柳树林
柳树林（1963年—），山西祁县人，汉族，中华人民共和国政治人物、全国人民代表大会山西地区代表。
毕业于美国西北大学。加入民盟，担任山西经济技术合作公司总经理。2008年起担任全国人大代表。2013年，被选为全国人大代表。